# Panthera onca arizonensis
 (septembre 2018).
Si vous disposez d'ouvrages ou d'articles de référence ou si vous connaissez des sites web de qualité traitant du thème abordé ici, merci de compléter l'article en donnant les références utiles à sa vérifiabilité et en les liant à la section « Notes et références ».
Jaguar d’Arizona
Sous-espèce
Statut de conservation UICN

 EW  : Éteint à l'état sauvage
Panthera onca arizonensis, le Jaguar d’Arizona, est une sous-espèce du Jaguar (Panthera onca).

## Répartition
Il a été trouvé en Aridamérique, du Sud-Ouest des États-Unis (Arizona et Nouveau-Mexique) jusqu'à Sonora (Nord-Ouest du Mexique). En Arizona est venu vivre dans le Grand Canyon du Colorado et même certains spécimens ont réussi à pénétrer en Californie (le dernier record a eu lieu à Palm Springs en 1860).

## Description
Le Jaguar d'Arizona atteint une hauteur à l'épaule pouvant aller jusqu'à 75 cm, une longueur de corps de 150 à 180 cm, et une queue mesurant de 70 à 90 cm. Son poids varie entre 68 et 136 kg,.

## Extinction proche
Les deux derniers spécimens de cette sous-espèce ont été exterminés en Arizona en 1971 et en 1986. Cependant, certains jaguars ont récemment été vus en Arizona, comme El Jefe en 2013.
Des groupes de conservation ont intenté une action en justice contre le Service des poissons et de la faune des États-Unis (US Fish and Wildlife Service) afin qu'il prenne des mesures supplémentaires pour assurer la survie des jaguars.

## Classification
Le nom valide complet (avec auteur) de ce taxon est Panthera onca arizonensis (Goldman, 1932).
L'espèce a été initialement classée dans le genre Felis sous le protonyme Felis onca arizonensis Goldman, 1932.

### Étymologie
Son épithète spécifique, composée de arizon[a] et du suffixe latin -ensis, « qui vit dans, qui habite », fait référence à sa localité type. 

### Publication originale
- (en) E. A. Goldman, « The Jaguars of North America », Proceedings of the Biological Society of Washington, Washington, Biological Society of Washington (d), vol. 45,‎ 9 septembre 1932, p. 143-146 (ISSN 0006-324X et 1943-6327, OCLC 1536434, lire en ligne).